# Wisła Kraków
Il Wisła Kraków (nome completo in polacco Wisła Kraków Spółka Akcyjna), nota anche in italiano come Wisła Cracovia, è una società calcistica polacca con sede nella città di Cracovia. Assieme alla concittadina e rivale storica KS Cracovia è una delle società più importanti presenti in Polonia. Milita nella I liga, la seconda serie del campionato polacco di calcio.
Con tredici campionati polacchi vinti e cinque Coppe di Polonia è una delle squadre più titolate della Polonia. A livello internazionale il massimo traguardo è il raggiungimento dei quarti di finale nella Coppa dei Campioni 1978-1979.
Disputa le partite interne allo stadio municipale di Cracovia, completamente ristrutturato dal 2003 al 2011 e capace di contenere 33 268 spettatori.

## Storia

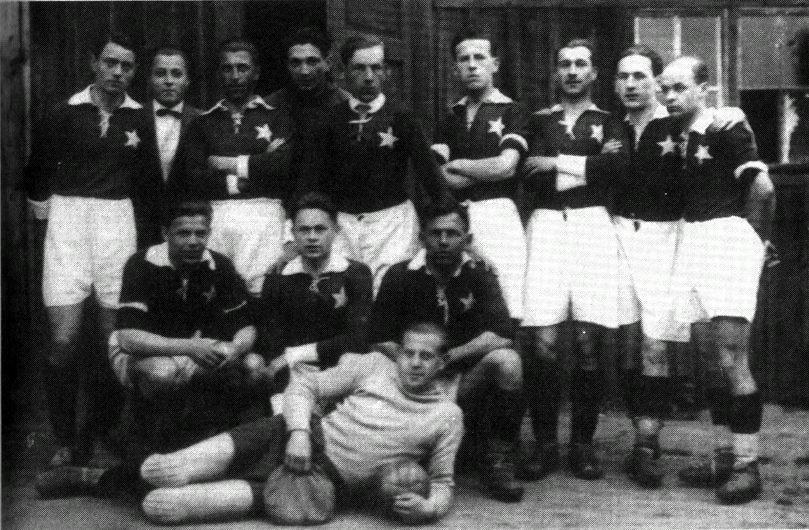
Il Wisła vincitore del campionato 1927

Il Wisła Cracovia viene fondato nel 1906 a Cracovia. Wisła significa Vistola, il fiume che bagna la città.
Partecipa per la prima volta al campionato nazionale nel 1923, e si classifica secondo. Vince la prima Coppa di Polonia nel 1926, il primo titolo nel 1927, e il secondo l'anno successivo. Fino a dopo la Seconda guerra mondiale non vince più campionati, ma si mantiene comunque nelle posizioni di vertice.
Nel Dopoguerra vince subito un titolo nel 1949, e un altro l'anno successivo. Conclude anche il campionato 1951 al primo posto, ma curiosamente la Federazione decide di assegnare il titolo al Ruch Chorzów vincitore quell'anno della Coppa nazionale, conquistata battendo in finale proprio il Wisła.
Negli anni immediatamente successivi però, dopo un buon terzo posto nel campionato 1953, la squadra si classifica stabilmente nelle posizioni di metà classifica, fino alla stagione 1963-1964, quando il tredicesimo posto finale costa la retrocessione in II liga. Il Wisła vince però immediatamente il campionato di seconda divisione, e nella stagione 1965-1966 è già secondo in massima divisione. Conclude la stagione successiva in decima posizione, ma la vittoria della seconda Coppa di Polonia permette alla squadra l'esordio nelle competizioni europee: disputa infatti la Coppa delle Coppe 1967-1968 e qui, dopo aver eliminato facilmente i finlandesi dell'HJK, viene eliminato negli ottavi dall'Amburgo.
Dopo un'altra decina di campionati lontano dal vertice, il Wisła conquista un terzo posto nella stagione 1975-1976, che vale la partecipazione alla Coppa UEFA 1976-1977, ma il cammino si arresta nel secondo turno per opera dei belgi del Molenbeek che eliminano i polacchi ai calci di rigore, dopo che entrambe le partite erano terminate 1-1.

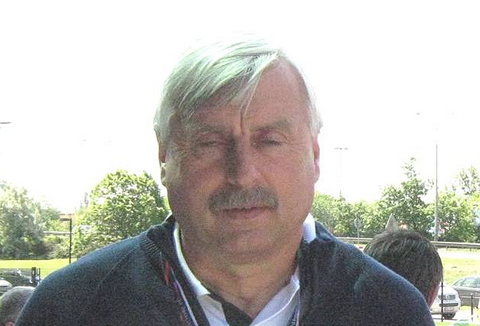
Kazimierz Kmiecik nel 2009

Uno dei protagonisti di quegli anni è senza dubbio Kazimierz Kmiecik, capocannoniere del campionato per quattro volte nella seconda metà degli anni settanta, nonché miglior marcatore di tutti i tempi della squadra. Anche grazie ai suoi gol il Wisła può festeggiare nuovamente il titolo nella stagione 1977-1978, dopo quasi trent'anni. Partecipa quindi alla Coppa dei Campioni 1978-1979, e qui realizza quello che ad oggi è il miglior piazzamento europeo: elimina il Bruges e lo Zbrojovka Brno prima di venir sconfitto nei quarti dal Malmö poi finalista. In patria in quella stagione è finalista della Coppa di Polonia, ma conclude il campionato in tredicesima posizione. Nel campionato 1980-1981 si classifica secondo, ma nella Coppa UEFA 1981-1982 viene eliminato al primo turno, sempre dal Malmö. Nel 1984 perde la finale della Coppa di Polonia con il Lech Poznań, ma partecipa anche alla Coppa delle Coppe 1984-1985 in quanto il Lech vince anche il campionato. Viene però eliminato negli ottavi dal Fortuna Sittard.
Al termine del campionato 1984-1985 il Wisła retrocede in seconda divisione. Ritorna in massima serie dopo tre campionati, nella stagione 1988-1989. È di nuovo terzo nel 1990-1991, ma al termine della stagione 1993-1994 retrocede nuovamente. Torna in massima divisione nel campionato 1996-1997. La stagione successiva ottiene un altro terzo posto, e può partecipare alla Coppa UEFA 1998-1999. La squadra supera facilmente due turni di qualificazione e i trentaduesimi, e nei sedicesimi viene sorteggiata con il Parma. Nella partita di andata in Polonia un giocatore della squadra italiana, Dino Baggio, viene ferito alla testa da un coltello lanciato da un tifoso che gli causa cinque punti di sutura. A causa di questo grave episodio il Wisła viene squalificato per un anno dalle competizioni europee. Per la cronaca il Wisła viene eliminato dalla competizione, infatti, dopo aver pareggiato all'andata 1-1, perde 2-1 il ritorno al Tardini. In quella stagione la squadra vince il sesto titolo polacco ma, per come detto, non può partecipare alla Champions League.
Gli anni duemila si aprono con un secondo posto nel campionato 1999-2000 e una finale di Coppa persa sempre nello stesso anno. Nella stagione successiva il Wisła festeggia invece il settimo titolo, ma nella successiva Champions League incontra il Barcellona nel terzo turno preliminare che, vincendo entrambe le partite dirotta i polacchi in Coppa UEFA. Qui è l'Inter ad eliminare nel secondo turno il Wisła dalla competizione. In Patria, sempre in quella stagione, la squadra finisce seconda in campionato, e vince la terza coppa. Nella stagione successiva partecipa alla Coppa UEFA dove, dopo aver eliminato tra gli altri il Parma, viene eliminato negli ottavi dalla Lazio, ma, fatto più importante, realizza un double vincendo sia il campionato che la Coppa. Vince il campionato anche nel 2003-2004 e nel 2004-2005, ma in tutte e tre i casi non riesce ad accedere alla fase a gironi della Champions League, e termina il cammino sempre in Coppa UEFA. Partecipa anche alla Coppa UEFA 2006-2007 ed accede alla fase a gironi, ma nel gruppo si classifica quarto su cinque squadre, e viene eliminato.

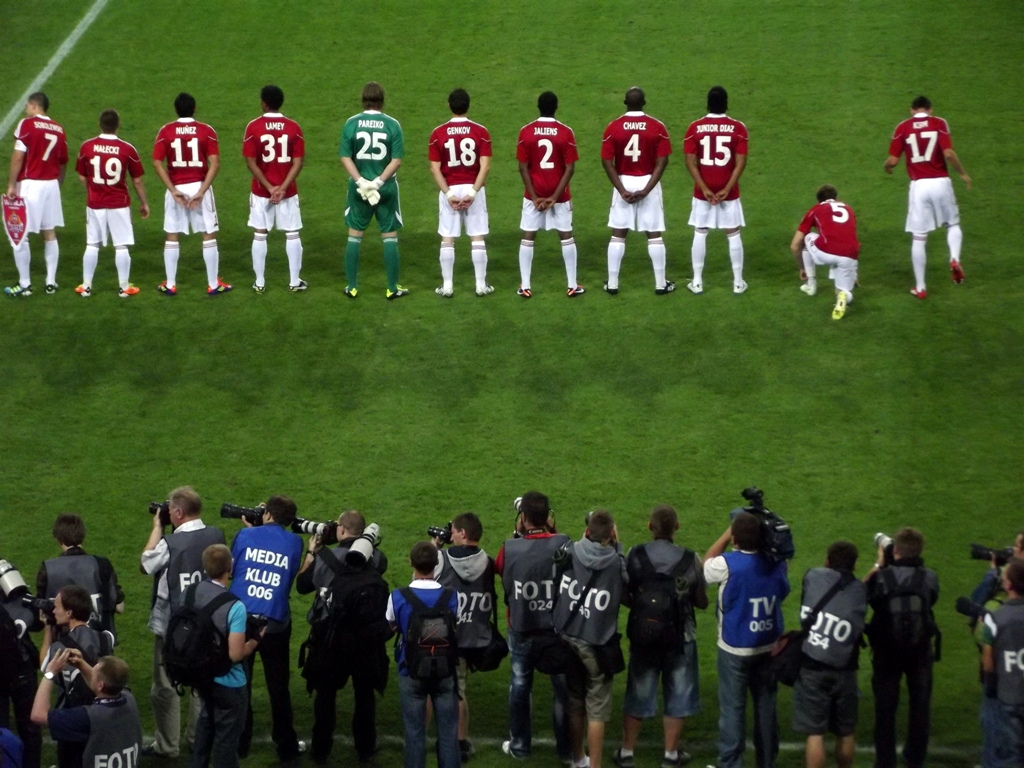
Wisła - Liteks Loveč nella Champions League 2011-2012

Dopo due anni senza successi il Wisła torna a vincere il campionato polacco nella stagione 2007-2008, con quattro giornate di anticipo. Nella stessa stagione il Wisła accede al secondo turno preliminare di Champions League dove riesce a superare il Beitar Gerusalemme per 5-0, ribaltando così l'1-2 subito all'andata. Nel terzo turno preliminare si vede eliminato dal Barcellona, perdendo la gara di andata per 4-0 ma riuscendo ad imporsi nella gara di ritorno per 1-0. Questo risultato storico suscita molta euforia tra la tifoseria polacca. Nel primo turno di Coppa UEFA il Wisła non riesce a rimanere in Europa, venendo sconfitto dal Tottenham Hotspur. Nella stagione 2008-2009, superando 2-0 lo Śląsk Wrocław nell'ultimo turno di campionato, il club di Cracovia conserva tre punti di vantaggio sul Legia Varsavia, e si laurea campione di Polonia per il secondo anno consecutivo. Due anni dopo torna a vincere il campionato, nella stagione 2010-2011, titolo ottenuto con tre turni d'anticipo grazie al successo sui rivali del Cracovia. Il Wisła mette così il tredicesimo titolo in bacheca, e partecipa alla Champions League. Viene però eliminato ai playoff dall'APOEL, e si ritrova così alla fase a gironi dell'Europa League. Qui passa il turno classificandosi secondo nel gruppo alle spalle del Twente, ma viene eliminato ai sedicesimi di finale dallo Standard Liegi.
Nell'aprile 2020, viene ufficializzato il cambio di proprietà. Blaszczykowski ne rileva le quote e diventa anche presidente, salvandolo dalla crisi. Nella stagione 2021-2022, a distanza di quasi 30 anni dall'ultima volta, viene retrocesso in I liga.
Il 4 maggio 2024 gioca, in campo neutro, la finale di Coppa di Polonia contro il Morski Klub Sportowy Pogoń Szczecin, squadra militante nella prima serie nazionale. Dopo un'iniziale svantaggio, riesce nell'impresa pareggiando prima nei minuti di recupero per aggiudicarsi la vittoria nei supplementari, accedendo di diritto all'UEFA Europa League pur militando in seconda serie. 

## Cronologia dei nomi
- 1906: TS Wisła Kraków
- 1949: ZS Gwardia-Wisła Kraków
- 1955: TS Wisła Kraków
- 1967: GTS Wisła Kraków
- 1990: TS Wisła Kraków
- 1997: TS Wisła Kraków - Piłka Nożna SSA
- 1999: Wisła Kraków SSA
- 2007: Wisła Kraków SA

## Statistiche e record

### Statistiche nelle competizioni UEFA
Tabella aggiornata alla fine della stagione 2024-2025.
| Competizione                             | Partecipazioni | G  | V  | N  | P  | RF  | RS |
| ---------------------------------------- | -------------- | -- | -- | -- | -- | --- | -- |
| Coppa dei Campioni/UEFA Champions League | 7              | 28 | 13 | 4  | 13 | 53  | 47 |
| Coppa delle Coppe                        | 2              | 8  | 5  | 0  | 3  | 17  | 12 |
| Coppa UEFA/UEFA Europa League            | 14             | 68 | 29 | 17 | 22 | 112 | 88 |
| UEFA Conference League                   | 1              | 4  | 2  | 0  | 2  | 9   | 11 |

## Palmarès

### Competizioni nazionali

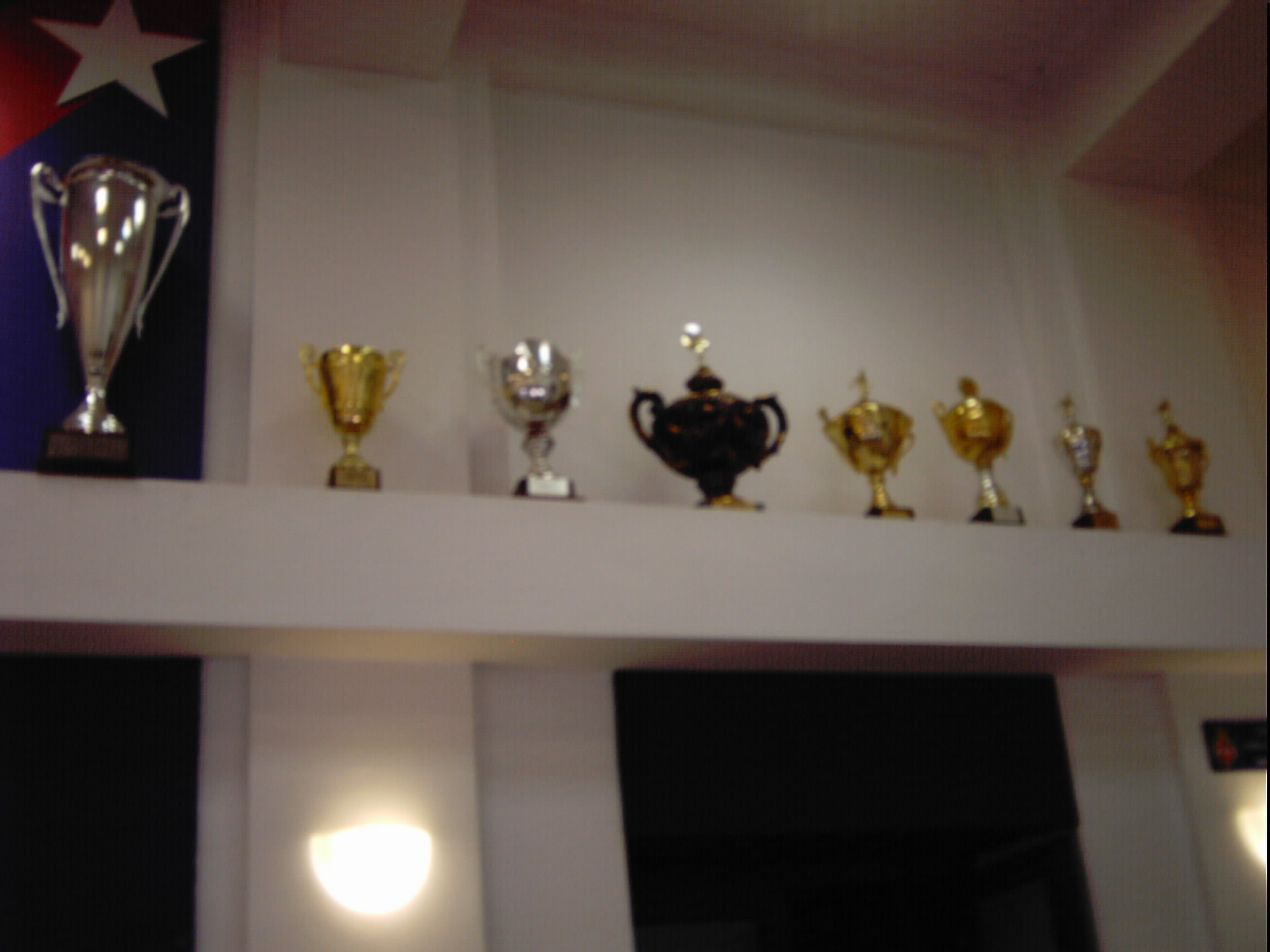
Alcuni trofei vinti dal Wisla

- Campionato polacco: 13 [4]

1927, 1928, 1949, 1950, 1977-1978, 1998-1999, 2000-2001, 2002-2003, 2003-2004, 2004-2005, 2007-2008, 2008-2009, 2010-2011
- Coppa di Polonia: 5

1925-1926, 1966-1967, 2001-2002, 2002-2003, 2023-2024
- Supercoppa di Polonia: 1

2001
- Coppa di Lega polacca: 1

2001
- Campionato polacco di seconda divisione: 1

1964-1965

### Competizioni internazionali
- Coppa Intertoto: 3

1969, 1970, 1973

### Altri piazzamenti
- Campionato polacco:

Secondo posto: 1923, 1930, 1931, 1936, 1939, 1965-1966, 1980-1981, 1999-2000, 2001-2002, 2005-2006, 2009-2010
Terzo posto: 1925, 1929, 1934, 1938, 1953, 1975-1976, 1990-1991, 1997-1998
- Coppa di Polonia:

Finalista: 1950-1951, 1953-1954, 1978-1979, 1983-1984, 1999-2000, 2007-2008
Semifinalista: 1952, 1955-1956, 1986-1987, 2004-2005, 2011-2012, 2012-2013
- Supercoppa di Polonia:

Finalista: 1999, 2004, 2008, 2009
- Coppa di Lega polacca:

Finalista: 2002
- Coppa dei Vincitori:

Semifinalista: 1935

## Organico

### Rosa 2023-2024
Aggiornata al 3 febbraio 2024.
| N. |                               | Ruolo | Calciatore         |
| -- | ----------------------------- | ----- | ------------------ |
| 1  | Polonia (bandiera)            | P     | Paweł Kieszek      |
| 3  | Svezia (bandiera)             | D     | Sebastian Ring     |
| 4  | Polonia (bandiera)            | D     | Maciej Sadlok      |
| 5  | Svezia (bandiera)             | D     | Joseph Colley      |
| 6  | Polonia (bandiera)            | D     | Alan Uryga         |
| 7  | Israele (bandiera)            | A     | Dor Hugi           |
| 8  | Serbia (bandiera)             | C     | Marko Poletanović  |
| 9  | Rep. Ceca (bandiera)          | A     | Jan Kliment        |
| 10 | Kazakistan (bandiera)         | C     | Georgïý Jwkov      |
| 11 | Polonia (bandiera)            | A     | Mateusz Młyński    |
| 13 | Rep. Ceca (bandiera)          | C     | Zdeněk Ondrášek    |
| 14 | Polonia (bandiera)            | A     | Michał Żyro        |
| 15 | Rep. Ceca (bandiera)          | D     | Matěj Hanousek     |
| 17 | Polonia (bandiera)            | D     | Serafin Szota      |
| 20 | Polonia (bandiera)            | D     | Konrad Gruszkowski |
| 21 | Serbia (bandiera)             | C     | Nikola Kuveljić    |
| 22 | Macedonia del Nord (bandiera) | C     | Enis Fazlagikj     |
| 25 | Rep. Ceca (bandiera)          | D     | Michal Frydrych    |

| N. |                        | Ruolo | Calciatore             |
| -- | ---------------------- | ----- | ---------------------- |
| 26 | Polonia (bandiera)     | D     | Igor Łasicki           |
| 28 | Paesi Bassi (bandiera) | C     | Elvis Manu             |
| 30 | Spagna (bandiera)      | A     | Luis Fernández         |
| 31 | Polonia (bandiera)     | P     | Mikołaj Biegański      |
| 32 | Polonia (bandiera)     | C     | Pawel Knocewicz-Zylka  |
| 35 | Polonia (bandiera)     | C     | Dorian Gądek           |
| 43 | Polonia (bandiera)     | D     | Dawid Szot             |
| 54 | Polonia (bandiera)     | C     | Piotr Starzyński       |
| 59 | Polonia (bandiera)     | A     | Przemysław Zdybowicz   |
| 66 | Albania (bandiera)     | C     | Vullnet Basha          |
| 70 | Guinea (bandiera)      | A     | Momo Cissé             |
| 77 | Austria (bandiera)     | C     | Stefan Savić           |
| 80 | Polonia (bandiera)     | C     | Patryk Plewka          |
| 91 | Costa Rica (bandiera)  | A     | Felicio Brown          |
| 92 | Slovacchia (bandiera)  | C     | Michal Škvarka         |
| 93 | Spagna (bandiera)      | P     | Álvaro Ratón           |
|    | Spagna (bandiera)      | D     | Alberto Rodríguez Baró |
|    | Ungheria (bandiera)    | A     | Tamás Kiss             |

### Rosa 2022-2023
Aggiornata al 23 febbraio 2023.
| N. |                               | Ruolo | Calciatore         |
| -- | ----------------------------- | ----- | ------------------ |
| 1  | Polonia (bandiera)            | P     | Paweł Kieszek      |
| 3  | Svezia (bandiera)             | D     | Sebastian Ring     |
| 4  | Martinica (bandiera)          | D     | Boris Moltenis     |
| 5  | Svezia (bandiera)             | D     | Joseph Colley      |
| 6  | Polonia (bandiera)            | D     | Alan Uryga         |
| 7  | Israele (bandiera)            | A     | Dor Hugi           |
| 8  | Serbia (bandiera)             | C     | Marko Poletanović  |
| 9  | Rep. Ceca (bandiera)          | A     | Jan Kliment        |
| 10 | Kazakistan (bandiera)         | C     | Georgïý Jwkov      |
| 11 | Polonia (bandiera)            | A     | Mateusz Młyński    |
| 13 | Rep. Ceca (bandiera)          | C     | Zdeněk Ondrášek    |
| 15 | Rep. Ceca (bandiera)          | D     | Matěj Hanousek     |
| 17 | Polonia (bandiera)            | D     | Serafin Szota      |
| 20 | Polonia (bandiera)            | D     | Konrad Gruszkowski |
| 21 | Serbia (bandiera)             | C     | Nikola Kuveljić    |
| 22 | Macedonia del Nord (bandiera) | C     | Enis Fazlagikj     |

| N. |                        | Ruolo | Calciatore             |
| -- | ---------------------- | ----- | ---------------------- |
| 25 | Rep. Ceca (bandiera)   | D     | Michal Frydrych        |
| 28 | Paesi Bassi (bandiera) | C     | Elvis Manu             |
| 30 | Spagna (bandiera)      | A     | Luis Fernández         |
| 31 | Polonia (bandiera)     | P     | Mikołaj Biegański      |
| 32 | Polonia (bandiera)     | C     | Pawel Knocewicz-Zylka  |
| 35 | Polonia (bandiera)     | C     | Dorian Gądek           |
| 43 | Polonia (bandiera)     | D     | Dawid Szot             |
| 54 | Polonia (bandiera)     | C     | Piotr Starzyński       |
| 59 | Polonia (bandiera)     | A     | Przemysław Zdybowicz   |
| 66 | Albania (bandiera)     | C     | Vullnet Basha          |
| 70 | Guinea (bandiera)      | A     | Momo Cissé             |
| 77 | Austria (bandiera)     | C     | Stefan Savić           |
| 80 | Polonia (bandiera)     | C     | Patryk Plewka          |
| 91 | Costa Rica (bandiera)  | A     | Felicio Brown          |
| 92 | Slovacchia (bandiera)  | C     | Michal Škvarka         |
|    | Spagna (bandiera)      | D     | Alberto Rodríguez Baró |

### Rosa 2021-2022
Aggiornata al 2 novembre 2021.
| N. |                       | Ruolo | Calciatore                      |
| -- | --------------------- | ----- | ------------------------------- |
| 1  | Polonia (bandiera)    | P     | Paweł Kieszek                   |
| 3  | Svezia (bandiera)     | D     | Sebastian Ring                  |
| 4  | Polonia (bandiera)    | D     | Maciej Sadlok                   |
| 5  | Svezia (bandiera)     | D     | Joseph Colley                   |
| 6  | Polonia (bandiera)    | D     | Alan Uryga                      |
| 7  | Israele (bandiera)    | A     | Dor Hugi                        |
| 8  | Serbia (bandiera)     | C     | Marko Poletanović               |
| 9  | Rep. Ceca (bandiera)  | A     | Jan Kliment                     |
| 10 | Kazakistan (bandiera) | C     | Georgïý Jwkov                   |
| 11 | Polonia (bandiera)    | A     | Mateusz Młyński                 |
| 13 | Rep. Ceca (bandiera)  | C     | Zdeněk Ondrášek                 |
| 15 | Rep. Ceca (bandiera)  | D     | Matěj Hanousek                  |
| 16 | Polonia (bandiera)    | C     | Jakub Błaszczykowski (capitano) |
| 17 | Polonia (bandiera)    | D     | Serafin Szota                   |
| 20 | Polonia (bandiera)    | D     | Konrad Gruszkowski              |
| 21 | Serbia (bandiera)     | C     | Nikola Kuveljić                 |

| N. |                               | Ruolo | Calciatore             |
| -- | ----------------------------- | ----- | ---------------------- |
| 22 | Macedonia del Nord (bandiera) | C     | Enis Fazlagikj         |
| 25 | Rep. Ceca (bandiera)          | D     | Michal Frydrych        |
| 28 | Paesi Bassi (bandiera)        | C     | Elvis Manu             |
| 30 | Spagna (bandiera)             | A     | Luis Fernández         |
| 31 | Polonia (bandiera)            | P     | Mikołaj Biegański      |
| 32 | Polonia (bandiera)            | C     | Pawel Knocewicz-Zylka  |
| 35 | Polonia (bandiera)            | C     | Dorian Gądek           |
| 43 | Polonia (bandiera)            | D     | Dawid Szot             |
| 54 | Polonia (bandiera)            | C     | Piotr Starzyński       |
| 59 | Polonia (bandiera)            | A     | Przemysław Zdybowicz   |
| 70 | Guinea (bandiera)             | A     | Momo Cissé             |
| 77 | Austria (bandiera)            | C     | Stefan Savić           |
| 80 | Polonia (bandiera)            | C     | Patryk Plewka          |
| 91 | Costa Rica (bandiera)         | A     | Felicio Brown          |
| 92 | Slovacchia (bandiera)         | C     | Michal Škvarka         |
|    | Spagna (bandiera)             | D     | Alberto Rodríguez Baró |